# Poveličanje sv. Nikolaja s sv. Mohorjem in Fortunatom
Poveličanje sv. Nikolaja s sv. Mohorjem in Fortunatom, pogosto imenovana tudi samo Sv. Nikolaj oz. Sv. Miklavž, je slika Tintoretta iz leta okrog 1590. Danes velja za eno izmed najpomembnejših slik na nekdanjem Kranjskem ter predstavlja enega izmed pomembnejših italijanskih umetnostnih uvozov na takratno avstrijsko oz. današnje slovensko ozemlje. Slika, ki je danes vpeta v neogotski okvir glavnega oltarja novomeške stolne cerkve sv. Nikolaja, je v Registru kulturne dediščine vpisana kot spomenik lokalnega pomena.

## Opis
Slika Sv. Nikolaj je naslikana v tehniki mastne jajčne tempere na platno in meri 429 centimetrov v višino ter 200 centimetrov v dolžino. Glede na njene slogovne prvine in zgodovinske okoliščine se jo uvršča v zadnji desetletji 16. stoletja, v obdobje beneške pozne renesanse oz. manierizma.
Nekateri viri navajajo kot letnico nastanka letnico 1582, ko se je začela prenova cerkve, drugi pa sliko datirajo bližje letu 1590. 
Vsebina in ikonografija
Vsebinsko izročilo se nanaša na zgodovinske okoliščine ustanovitve novomeške proštije, ki je do konca 15. še spadala pod oglejski patriarhat, takrat pa je bila z dekretom iz l. 1493 ob nestrinjanju patriarha iztrgana Ogleju, kar je povzročilo veliko nezadovoljstva v cerkvenih krogih.
Zavetnik novomeške cerkve sv. Nikolaj predstavlja vsebinski in kompozicijski center slike. Svetnik se razprtima rokama dviga v nebo, kjer ga pričakuje Sveta trojica v ikonografskem motivu Prestola milosti, dva angela mu prinašata žezlo. Ob vznožju se na zemeljski sferi nahajata zavetnika oglejskega patriarhata: na levi sv. Mohor s škofovsko kapo, palico in palmovo vejico ter na desni sv. Fortunat s palmovo vejico in kadilnico. Kompozicijska zasnova nakazuje, da novomeška proštija izhaja iz upravnega območja oglejskega patriarha.

## Avtorstvo in datacija
Slika je na podlagi ustnega izročila dolgo časa veljala za delo enega najpomembnejših beneških manierističnih slikarjev, tj. Jacopa Robustija, bolj znanega pod imenom »Tintoretto«, kar je bilo v različnih umetnostnozgodovinskih analizah in preiskavah večkrat potrjeno.
Vseeno pa so nekateri umetnostni zgodovinarji v medvojnem obdobju podvomili v verodostojnost Tintorettovega avtorstva, saj je bila slika v izredno slabem stanju in so dvomili o njeni kakovosti, češ da gre za delo delavnice oz. Tintorettovega sina, ki naj bi deloval v očetovi maniri.
Danes je slika, datirana okoli 1590, na podlagi izsledkov zadnjih restavratorskih posegov iz l. 2011 potrjeno del Tintorettovega poznega opusa in velja za enega izmed najdragocenejših umetnostnih spomenikov na Slovenskem.

## Zgodovina dela
Okoliščine nastanka dela niso natančno znane. V novomeškem kapiteljskem arhivu ni nobenih (ohranjenih) podatkov o delu, ki bi izvirali iz časa njegovega nastanka. Najzgodnejša omemba dela sega v l. 1680 v Valvasorjevi Slavi vojvodine Kranjske, v kateri jo je pisec tudi prvi pripisal Tintorettu. Novomeški prošt Polidoro de Montagnana (latinsko Polydorus de Montagnana) je l. 1582 prevzel proštijo in začel z obnovo cerkve, ki je bila leta 1576 močno opustošena v požaru. Pri tem je zgorel cerkveni leseni strop in velik del notranje opreme. Novomeški prošt je naročil izdelavo novega glavnega oltarja, sliko pa je za cerkev dobil v dar od oglejskega patriarha Janeza (Giovannija) Grimanija, velikega zbiratelja umetniških del, kar naj bi imelo simbolično konotacijo, ki se navezuje na zgodovino novomeške proštije. Slika naj bi bila namreč podarjena novomeški proštiji v znak sprave med Oglejem in Novim mestom, ki je z dekretom pripadlo ljubljanski škofiji oz. salzburški nadškofiji.
Zgodovina slike in restavratorskih posegov
Slika je bila v teku stoletij v zelo slabem stanju. Barvni premaz in kolorit sta zaradi soja sveč potemnela, poleg tega je bila slika v 19. stoletju premazana s temnejšim firnežem med neuspelim poskusom poživitve barvne palete. Platno je bilo vse do l. 1914 v zelo slabem stanju: kolorit je na določenih predelih popolnoma izginil in je dajal vtis neposlikanega platna, mestoma je bilo platno celo pretrgano in na robovih razcefrano. Posebej slabo se je pisalo spodnjemu robu slike. Ob Stelètovem ogledu iz leta 1914 je bilo spodnjih 27 centimetrov spodvitih; nog in del oblačil obeh svetnikov se ni več videlo, zaradi česar je bila celotna kompozicija porušena. Upogib je pustil trajne posledice na takrat že zelo oslabljenem platnu. Prav zaradi Stelètovega prizadevanja je bila slika deležna obravnave in poslana na Dunaj na popravilo, kjer so podlepili platno in zakrpali zevajoče luknje, likovne restavracije pa se niso lotili.
Kljub dragocenosti in pomenu dela je trajalo dolgo, preden je slika ponovno zasijala. Šele med zadnjimi restavracijskimi posegi iz leta 2011 so se restavratorji lotili natančne analize in restavracije dela. Platno je bilo treba ponovno podlepiti, saj je začelo poškodovano platno odstopati spodnje plasti. Lotili so se tudi rekonstrukcije prvotnega videza. Plasti potemnelih lakov so odstranili, odstranitev starejših retuš in preslikav pa je bila zahtevnejša in ni bila povsod uspešna. Slabe retuše so bile najbolj opazne na vrhovih draperije in v potezi čopiča; dvodimenzionalnost in temačnost sta bila splošna vtisa ob pogledu na sliko. Sliko so nato retuširali in jo povrnili v prvotno stanje.